# Chinchón (Madrid)
Chinchón ist eine Kleinstadt und eine zentralspanische Gemeinde (municipio) mit 5.818 Einwohnern (Stand: 2024) in der Autonomen Region Madrid. Nach ihr ist die Grafschaft Chinchón benannt. Der alte Ortskern (Chinchón Viejo) wurde im Jahr 1974 als Kulturgut in der Kategorie Conjunto histórico-artístico eingestuft; das neue Stadtviertel Nuevo Chinchón befindet sich etwa 1,5 km westlich.

## Lage und Klima
Die Kleinstadt Chinchón liegt im Südteil der Kastilischen Hochebene (meseta) rund 46 km (Fahrtstrecke) südöstlich von Madrid in einer Höhe von ca. 750 m; die Städte Aranjuez und Toledo liegen etwa 25 bzw. 70 km südwestlich. Das Klima ist im Winter rau, im Sommer dagegen gemäßigt bis warm; Regen (ca. 415 mm/Jahr) fällt mit Ausnahme der Sommermonate übers Jahr verteilt.

## Bevölkerungsentwicklung
| Jahr      | 1857  | 1900  | 1950  | 2000  | 2017  |
| Einwohner | 4.605 | 5.074 | 4.880 | 4.168 | 5.331 |

Obwohl Chinchón zum Großraum Madrid gehört, hat sich die Einwohnerzahl der Gemeinde seit der Mitte des 19. Jahrhunderts nur geringfügig verändert.

## Wirtschaft
Im Mittelalter war Chinchón eine Landgemeinde, die groß genug war um als handwerkliches und merkantiles Zentrum (Markt) für die Einzelgehöfte und kleinen Dörfer in der Umgebung zu dienen. Im 19. Jahrhundert erhielten Obst- und Weinbrände aus Chinchón Auszeichnungen auf diversen Messen und Ausstellungen – darunter auch auf den beiden Weltausstellungen in Paris in den Jahren 1889 und 1899. Heutzutage bildet auch der Tourismus in dem unter Denkmalschutz stehenden alten Ortskern eine wichtige Einnahmequelle der Stadt.

## Geschichte
Von Keltiberern, Römern und Westgoten fehlt in der Umgebung von Chinchón jede Spur. In islamischer Zeit hatte sich die Gegend entvölkert und wurde erst nach der Rückeroberung (reconquista) Toledos durch die Truppen Alfons’ VI. von León von Leon im Jahr 1085 wiederbesiedelt (repoblación). Seit dem Jahr 1480 ist Chinchón eine Grundherrschaft (señorio), die von einer Burg gesichert war. Diese wurde im Comuneros-Aufstand (1520–1522) gegen den landesfremden König Karl I. angegriffen und teilweise zerstört. Zum Dank für treue Dienste in einer schwierigen Zeit erhob Karl I. das Gebiet um Chinchón zur Grafschaft und gab sie Fernando de Cabrera y Bobadilla zum erblichen Lehen. Erst Diego Fernández de Cabrera y Mendoza, der 3. Graf von Chinchón, baute im ausgehenden 16. Jahrhundert die mittelalterliche Burg wieder auf, doch wurde sie im Jahre 1706 in der Zeit des Spanischen Erbfolgekrieges erneut teilweise zerstört. 1739 verlieh König Philipp V. dem Ort zum Dank für die Treue ihrer Bürgerschaft während des Spanischen Erbfolgekrieges den Titel „Villa Muy Noble y Muy Leal“ („überaus ehrenwerte und loyale Ortschaft“). Damit war die Gerichtshoheit für die Grafen von Chinchón verbunden. Der Bruder des damaligen Königs Karl III., der Infant Luis de Borbón y Farnesio, erwarb die Grafschaft Chinchón im Jahre 1761. Nach dem Einmarsch der Franzosen wurden im Dezember 1808 in Chinchón vier Soldaten getötet; daraufhin wurden weitere Truppen dorthin geschickt, die die Stadt drei Tage lang belagerten und mehrere Gebäude in Brand steckten. Insgesamt kamen bei dem Aufstand 86 Menschen ums Leben.

## Sehenswürdigkeiten

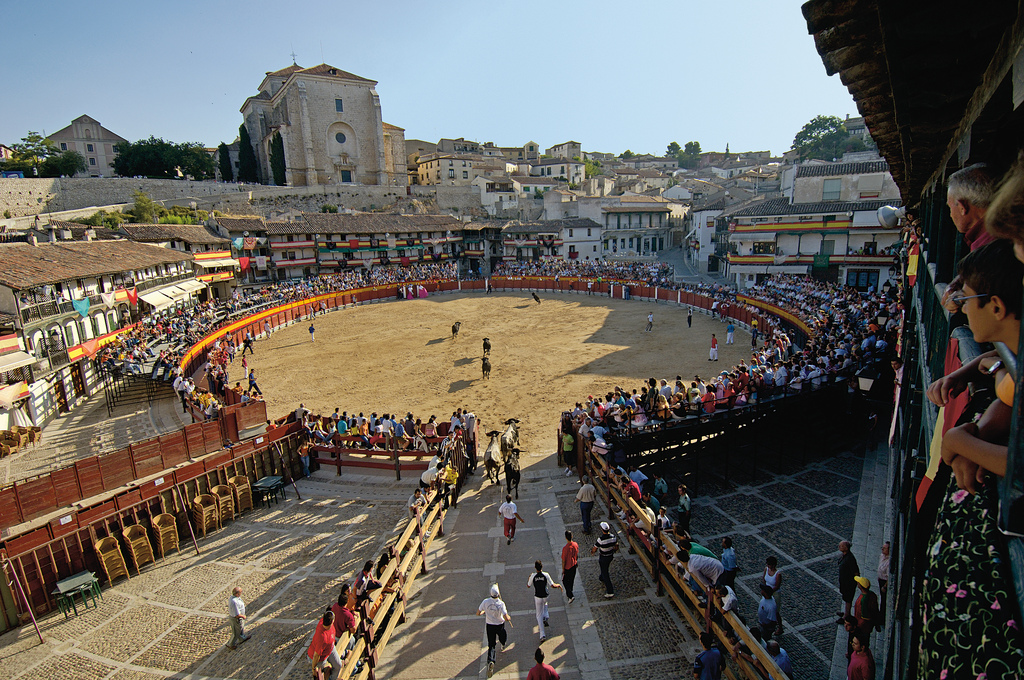
Chinchón – Plaza Mayor

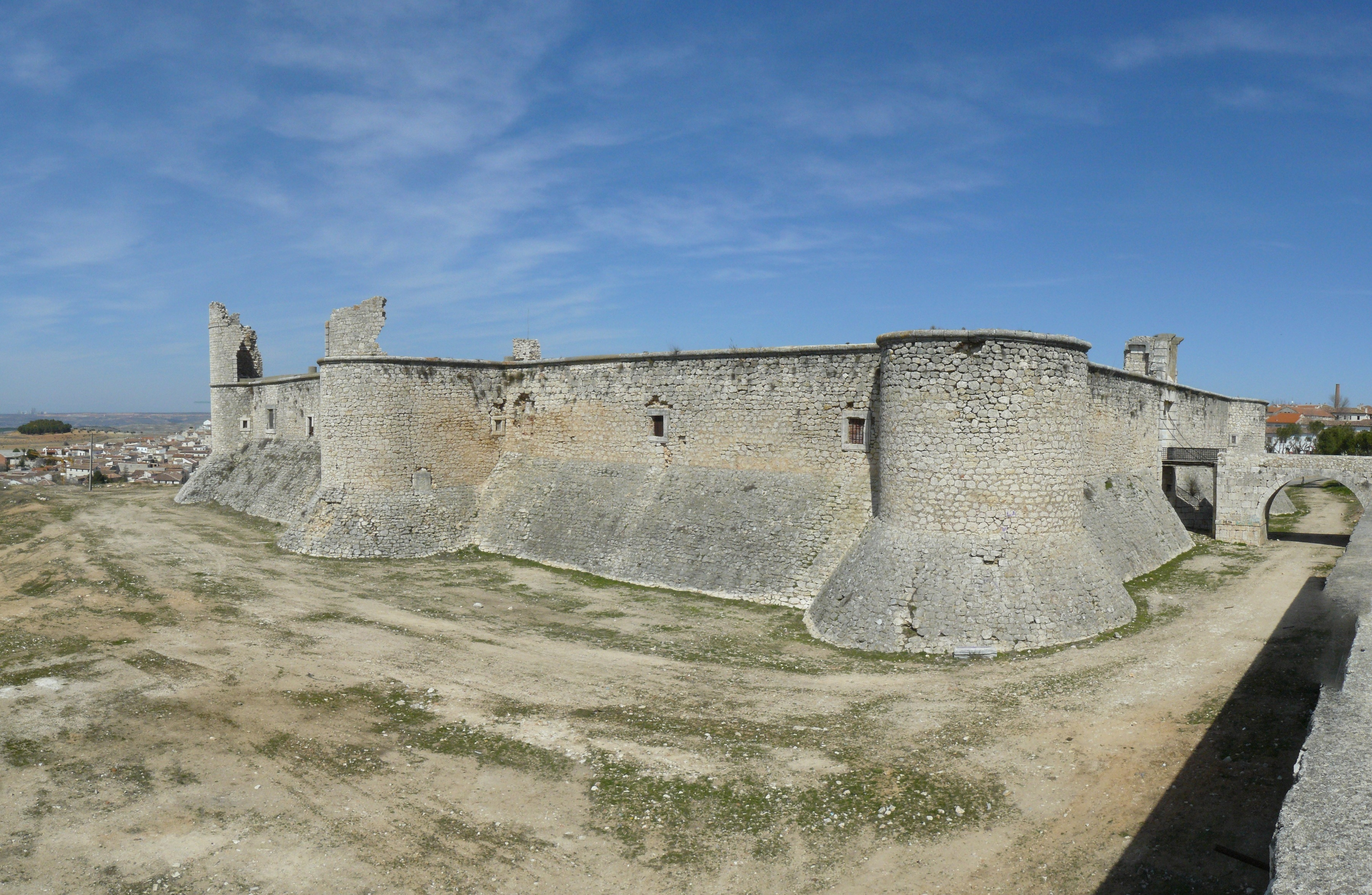
Castillo de Chinchón

- Der Hauptplatz von Chinchón mit den für Kastilien typischen Balkonleisten, Galerien und Fassaden gilt als einer der schönsten und größten Plazas Mayores von ganz Spanien. Heute finden sich hier zahlreiche Restaurants und Bars. Der Platz wird noch immer einmal jährlich zu einer Stierkampfarena (plaza de toros) umgebaut.[6]
- Unweit des Platzes befindet sich der ehemalige Augustinerkonvent aus der Mitte des 18. Jahrhunderts, dessen aus Ziegelsteinen erbauter Klausurbereich (Kreuzgang mit angrenzenden Räumlichkeiten) zu einem Parador umgebaut worden ist.[7]
- Die in den Jahren 1534–1626 im Übergangsstil von der Spätgotik zur Renaissance erbaute Kirche der Nuestra Señora de la Asunción wurde im Zuge der Napoleonischen Kriege (1807–1814) stark beschädigt, jedoch um das Jahr 1828 restauriert. Sie befindet sich oberhalb der Nordseite der Plaza Mayor und beeindruckt durch ihr schmuckloses Äußeres, welches die fast blockhafte Monumentalität des Bauwerks noch steigert. Das einschiffige Innere wird durch seitliche Kapellenanbauten vergrößert, in welchen sich Altäre mit den dazugehörigen Retabeln befinden. Der Hauptaltar enthält ein Gemälde Goyas mit einer Darstellung der Himmelfahrt Mariens.[8]
- Das Untergeschoss des im 15./16. Jahrhundert erbauten und zu der im Jahr 1808 zerstörten Kirche Nuestra Señora de Gracia gehörenden Uhrturms (Torre de Reloj) ist zur Gänze aus Haustein errichtet, welcher ebenfalls die Ecken der mittleren Ebene stabilisiert; das durch Lisenen gegliederte Obergeschoss besteht ausschließlich aus Ziegelstein. Die Uhr ist eine Zutat des 19. Jahrhunderts.[9]
- Die im ausgehenden 15. Jahrhundert erbaute mittelalterlich anmutende Burg (Castillo de Chinchón) liegt etwa 500 m südlich des Ortskerns und ist – trotz der leichten Anhöhe, auf der sie sich befindet – von einem Wassergraben umgeben. Der Burghof war nur über eine Zugbrücke zugänglich, oberhalb derer ein steinerner Wappenschild mit dem Familienwappen Diego Fernández de Cabrera y Mendozas das darunterliegende Kreuz des Santiagoordens fast völlig verdeckt. Die Ecken des Bauwerks werden von Rundtürmen eingenommen, die – ebenso wie die stark abgeschrägten Böschungen – dem Flankenschutz dienten.[10]

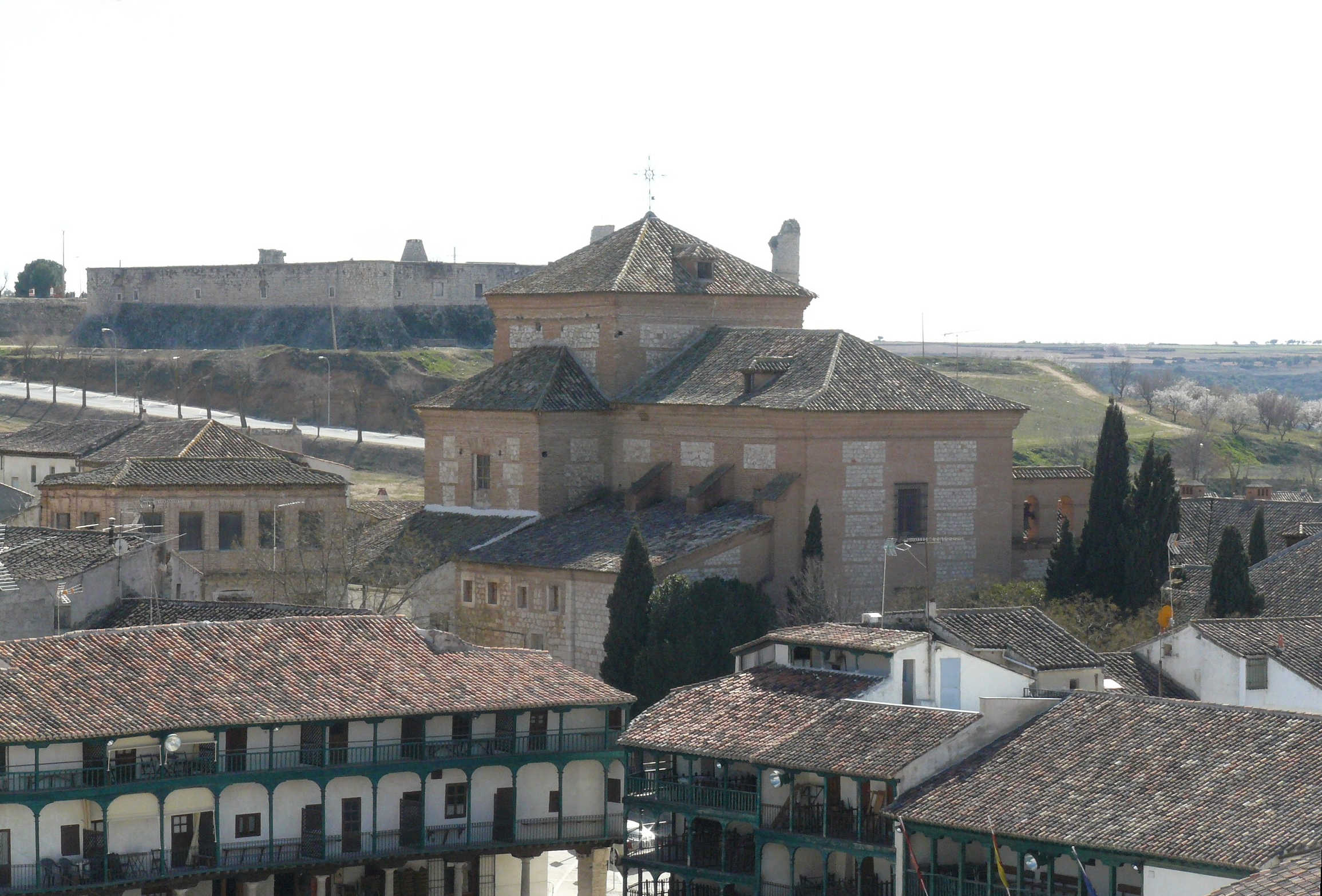
Plaza Mayor, Kirche des Augustinerkonvents und Burg
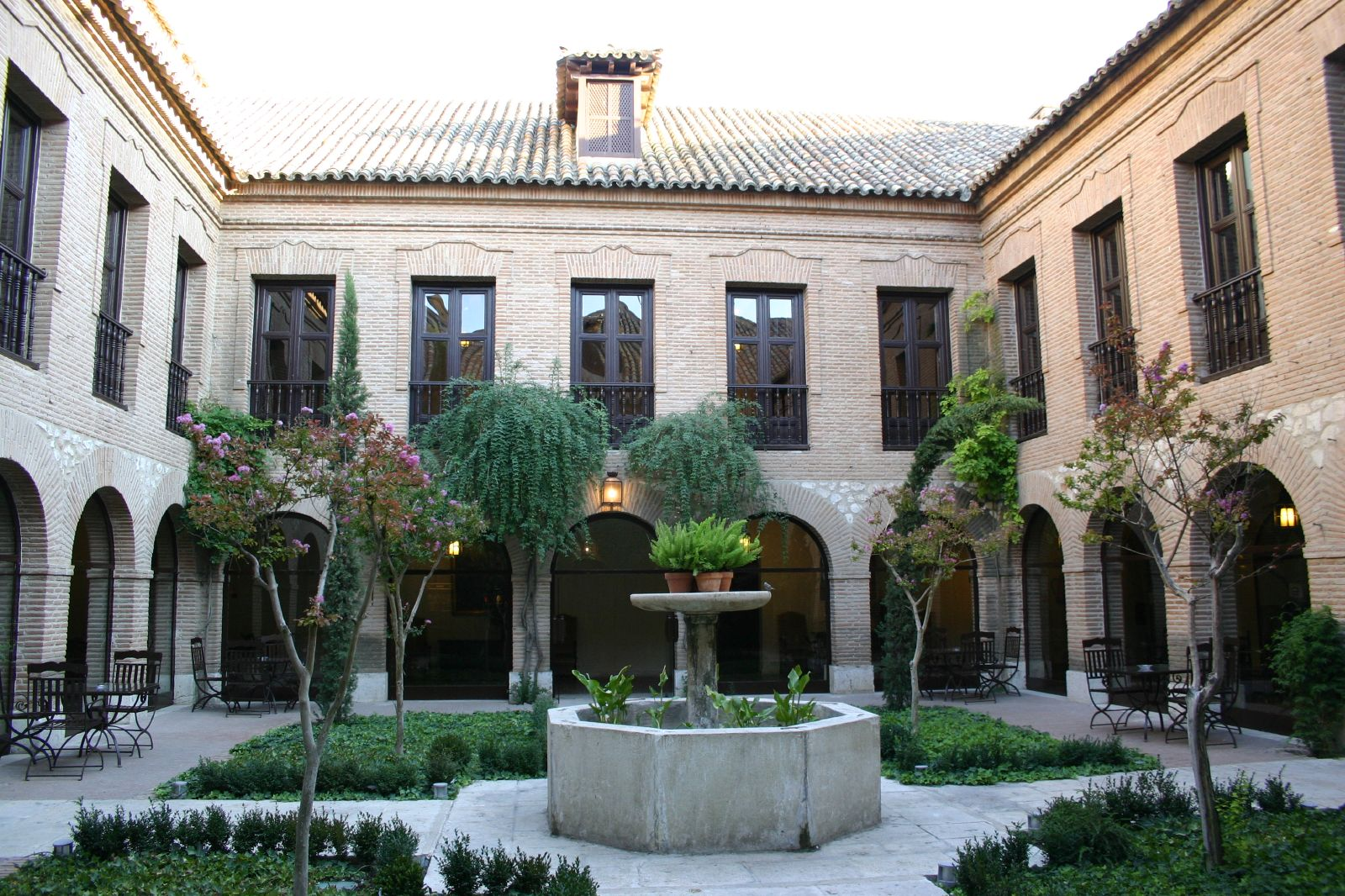
Kreuzgang/Innenhof des Konvents/Paradors
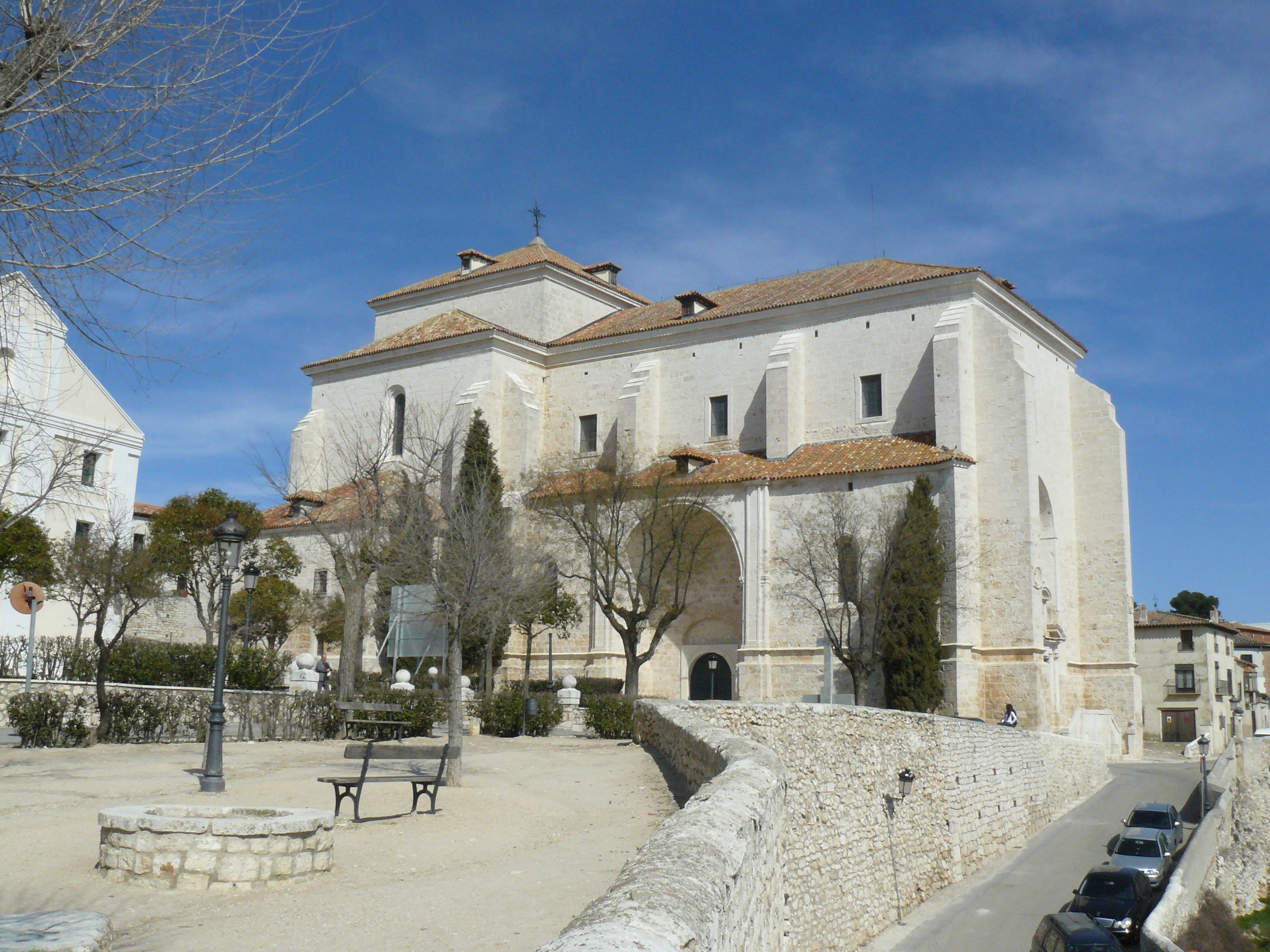
Kirche Nuestra Señora de la Asunción
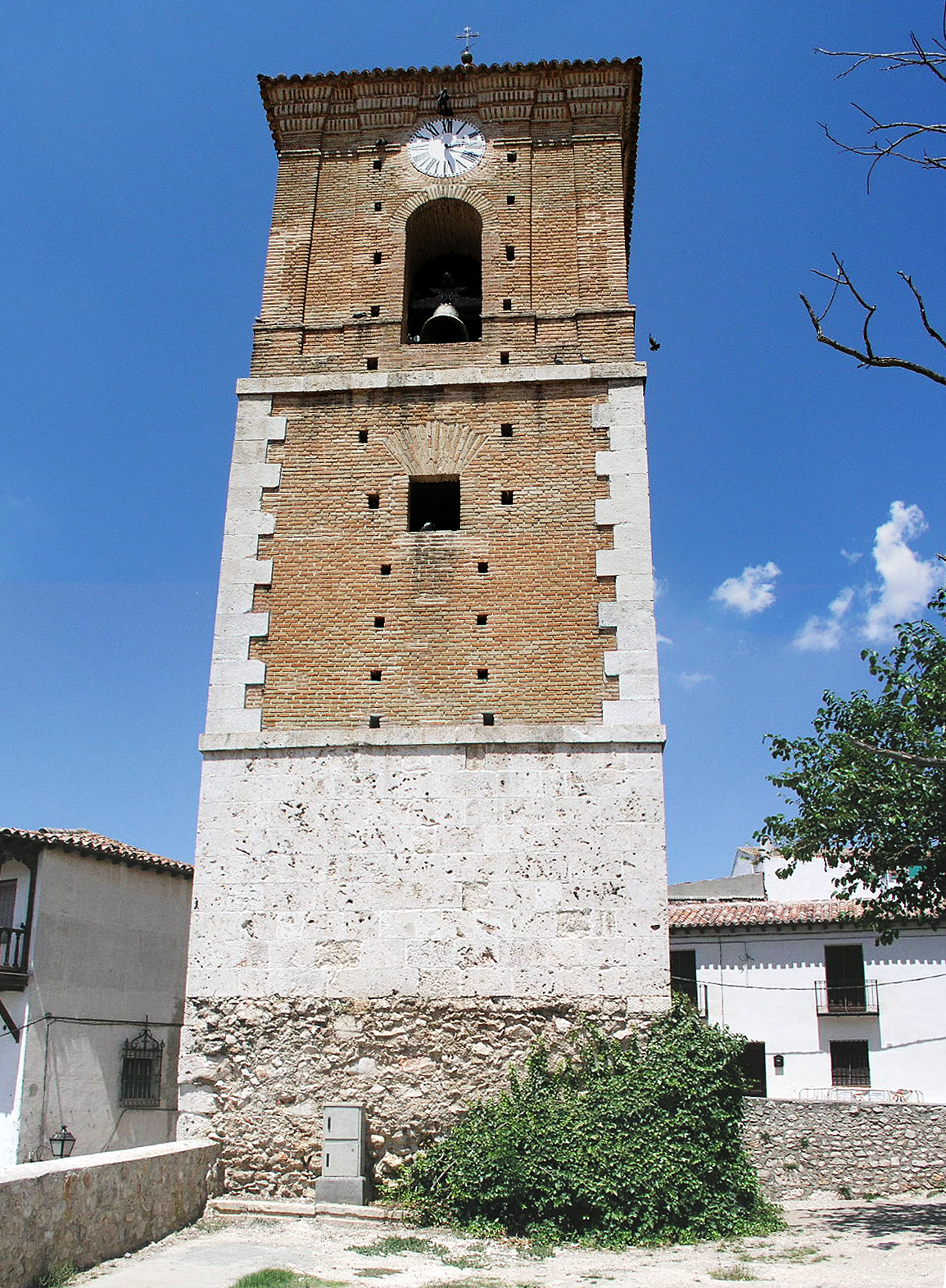
Torre del Reloj
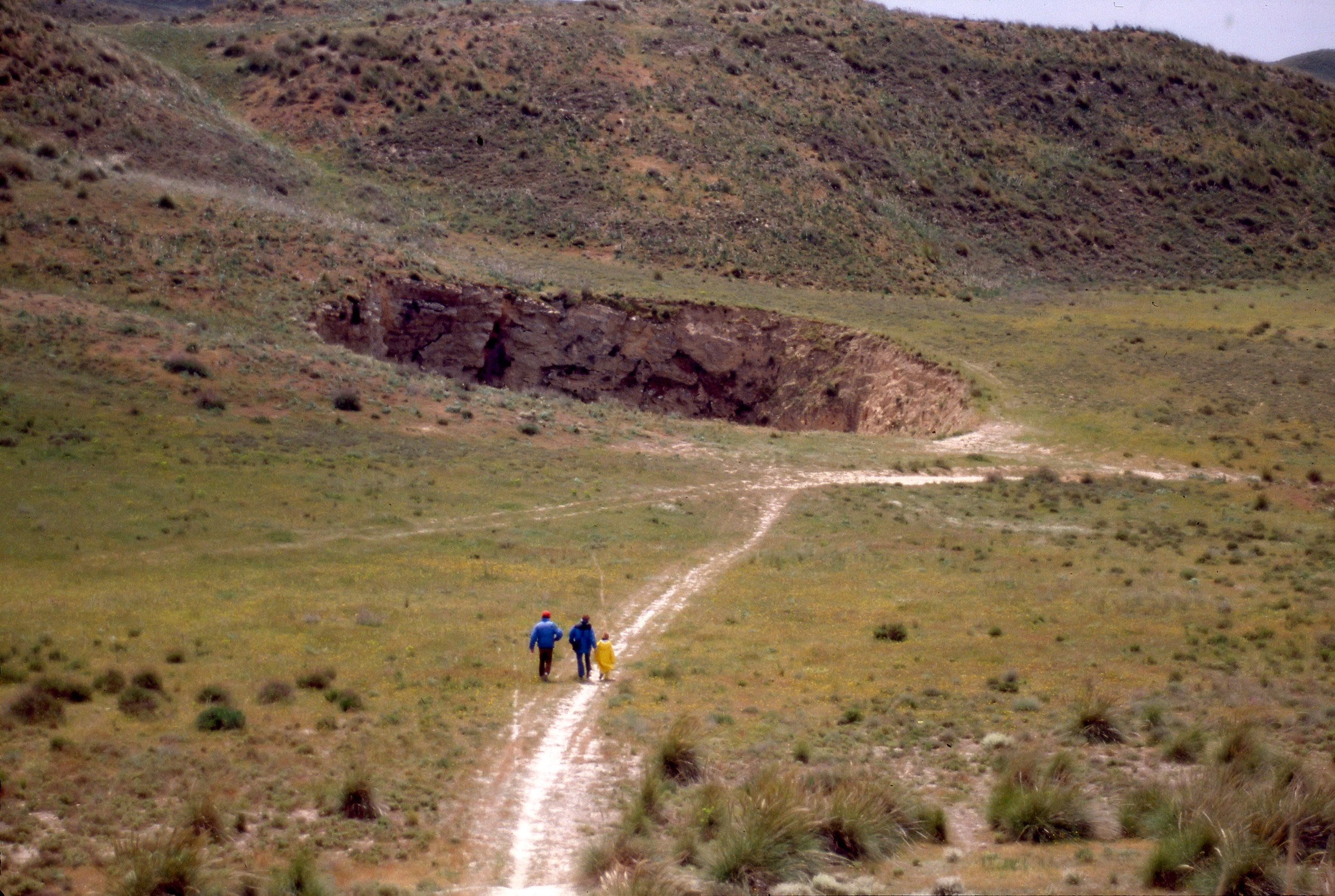
Doline von Chinchón

## Feste
- Das große Fest zu Ehren der Schutzpatronin Nuestra Señora de Gracia y San Roque findet jeweils vom 12. bis zum 18. August statt.
- In Spanien bekannt ist Chinchón vor allem durch seine Christuspassion (Pasión de Cristo), die jedes Jahr am Karsamstag stattfindet. Rund 250 Menschen nehmen an der Aufführung aktiv teil, die von Jahr zu Jahr steigende Zuschauerzahlen verzeichnet.